# Barrique
La barrique (pronuncia francese [baˈʁik], in italiano anche barile) è una piccola botte in legno, della capacità compresa normalmente tra 225 e 228 litri utilizzata per l'affinamento del vino, sia bianco sia rosso (ma anche, raramente, per i rosati da evoluzione). Si considerano 225 litri per la barrique bordolese, 228 litri per la borgognona (detta pièce), 350 litri per l'affinamento del cognac, 250-260 litri per l'affinamento del porto. Sempre in Francia nella provincia della Champagne, vengono usate barrique di 205 litri per l'affinamento dei vini utilizzati nell'assemblage degli champagne migliori. Esiste anche un tipo più piccolo di barrique detto demi-barrique che ha una capacità di 110-115 litri.

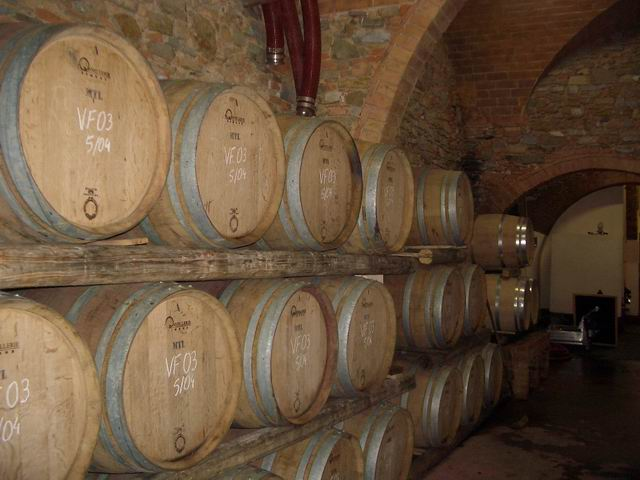
Barrique

Il tonneau è invece una botte in rovere da 500 litri e, pur essendo simile per costruzione ai vari formati di barrique, è considerato un fusto ligneo a sé stante. Anche il tonneau si differenzia per tipi di rovere e gradi di tostatura.
In origine era un'unità di misura di volume francese corrispondente a circa 225 litri. La fermentazione e/o l'invecchiamento del vino in botti di così piccola capacità permette una maggiore ossigenazione del contenuto rispetto a una botte più grande, in virtù del rapporto volume/superficie di contatto, oltre a rilasciare aromi terziari tipici.

## I legni
Nella maggior parte dei casi la barrique è costruita con legno variamente stagionato e tostato di Quercus petraea (rovere) proveniente da varie foreste francesi oppure dalla Slavonia, tuttavia vi è anche una grande produzione di barrique prodotte nelle Americhe con legni di Quercus alba.
Normalmente sono considerati più pregiati i legni provenienti dalle parti alte delle foreste, alberi cresciuti molto lentamente con un legno compatto e porosità molto fini. È buona regola lasciare gli alberi appena tagliati per qualche settimana nel bosco, per favorire lo sviluppo della microflora utile al futuro sviluppo di aromi.
L'elasticità del legno utilizzato per le barrique è garantita se vengono utilizzate delle piante dall'età compresa tra 120 e 240 anni.
Portati in segheria i tronchi vengono spaccati o segati e inizia il processo di stagionatura.

### Stagionatura
Il legno, tagliato in liste (merrains) viene stagionato all'aperto, esposto alla pioggia e al sole per un periodo compreso tra i due e i quattro anni. Il clima del luogo di stagionatura è tradizionalmente un fattore importante nella qualità del legno. Infatti le piogge aiutano a disperdere alcuni tannini non desiderati responsabili del sapore amaro mentre i raggi UV del sole liberano i radicali liberi che favoriscono l'ossidazione del vino. Naturalmente esistono sistemi automatizzati di aspersione di acqua sulle cataste di legno, ragione per cui attualmente si tende a stagionare il legno in luoghi dal clima soleggiato e ventilato (per la prevenzione fungina).

### Rovere francese
Il legno per barrique di Quercus petraea viene tagliato per spacco per le sue parti morbide. Questo provoca uno spreco di legname. Da un metro cubo di rovere si producono circa sei barrique. Il sentore più tipico che questo legno dona al vino è quello di vaniglia.
Il legno di rovere (Quercus petraea) per barrique è classificato per le sue qualità fisiche in relazione al vino, sulla base delle qualità tipiche del legno di rovere proveniente da varie zone francesi:
- il dipartimento di Allier con al suo interno il pregiato Tronçais
- la regione dell'Aquitania
- la regione del Limosino
- la zona intorno a Nevers in Borgogna
- il dipartimento dei Vosgi

### Rovere bianco (americano)
Il legno per barrique di Quercus alba può essere tagliato in ogni direzione. Questo fa sì che diminuiscano considerevolmente gli sprechi. Da un metro cubo di rovere bianco si producono circa dieci barrique. Dal punto di vista chimico, il rovere americano presenta composizione dei tannini molto meno complessa (che per il 90% sono ellagici), ma è molto ricco di diversi lattoni, responsabili del caratteristico sentore di noce di cocco.
Tradizionalmente i produttori italiani utilizzano barrique di Quercus petraea anche se recentemente molti hanno iniziato a mescolare una piccola percentuale di barrique di Quercus alba per rendere più freschi alcuni sentori. Alcuni produttori sono arrivati a creare vini diversi provenienti dalla stessa identica base invecchiata nell'uno o nell'altro legno. I risultati sono sorprendenti per la effettiva diversità dei due vini teoricamente uguali. In Spagna alcuni produttori usano il rovere americano per via della somiglianza con il loro rovere tradizionale proveniente da Quercus pyrenaica e altri impiegano invece il rovere francese.

## Il taglio delle tavole
La fase successiva alla stagionatura è il taglio in tavole.
Una barrique è composta da 25/30 doghe unite tra di loro mediante dei cerchi di metallo.

## Le tostature
Per tostatura si intende il surriscaldamento della parte interna delle doghe della barrique durante il montaggio della stessa. È sicuramente la fase più critica e decisiva del processo produttivo. Tradizionalmente viene effettuata in modo manuale, semplicemente passando una fiamma all'interno della barrique non ancora completamente montata. A seconda del tempo e dell'intensità della fiamma solitamente si tende a catalogare le tostature in quattro classi:
- Leggera (in genere tende a sviluppare gli aromi secondari del vino, fruttati (frutta matura), floreali e vaniglia).
- Media (in genere pur rimanendo gli aromi secondari dominanti nel vino si sviluppano sentori più complessi[senza fonte])
- Media + (in genere combina ed equilibra sentori secondari e terziari, tostato, spezie...)
- Intensa o forte (in genere sviluppa una dominanza dei sentori terziari (tra cui caffè, cioccolato e cuoio) e distrugge l'eccedenza di whiskylattoni, sintetizza vari aromi tra cui il guaiacolo e conferisce l'aroma di tostatura)[13]

Le conseguenze del riscaldamento delle doghe sono:
- Trasformazione della lignina[14];
- Passaggio di composti al vino sia fenolici, tra cui il guaiacolo che ricorda il gusto del fumo di paglia e della provola affumicata, il metilguaiacolo, responsabile dell'aroma di vaniglia, il siringolo che nell'aroma è simile alla cenere di camino bagnata, l'eugenolo responsabile dell'aroma di chiodi di garofano e il 2-metilfenolo che ricorda la paglia umida, sia lattoni, tra cui il 3-metil-γ-lattone nelle sue forme trans- e cis- che sono caratterizzanti dell'aroma di noce/polvere di cocco e legno di rovere, sia di aldeidi furaniche, tra cui idrossimetilfurfurale, 5-metilfurfurale e furfurate, che sono caratterizzanti degli aromi di nocciola e/o mandorla tostata, 2-idrossi-3-metil-ciclopentenone responsabile dell'aroma di noci e/o carrube, 5,6-diidro-4-metil-2H-piran-2-one responsabile dell'aroma di zucchero filato e di maltolo responsabile dell'aroma di cera d'api[14];
- Aumento di acido gallico, composti furanici, aldeidi benzoiche e composti volatili;
- Comparsa di fenil chetoni.

Chiaramente il risultato dipende moltissimo dall'abilità e dall'esperienza del maestro bottaio e inoltre il legno può entrare in contatto con i combustibili (o comunque con i residui della combustione) utilizzati per la tostatura.
In questo settore l'innovazione tecnologica ha portato a tanti tipi di tostatura non convenzionale, dalla tecnica per convezione di aria calda, alla preimmersione delle doghe in acqua bollente (o in vapore ad alta temperatura), allo sviluppo di forni per una tostatura "perfetta". Anche la profondità nel legno della tostatura -a parità di tempo e intensità di fiamma- ha la sua importanza. A seconda della metodologia usata (tra cui il metodo tradizionale e il metodo a convezione) la profondità varia da 4 a 15 mm.

## Fase finale della preparazione dellebarrique
Le due estremità delle doghe vengono colmate con canna di palude per rendere impermeabile la botte.
Viene praticato un foro per il rubinetto e la botte viene riempita con l'acqua per vedere se ci sono eventuali perdite da tappare.

## Abbinamentobarrique/vino
Il perfetto abbinamento tra barrique e vino è comportato dalle seguenti peculiarità:
- microssigenazione tra vino e annata particolare;
- sentori primari o varietali e secondari o fermentativi preesistenti all'affinamento in barrique (I sentori primari si generano dal tipo di vitigno, mentre i sentori secondari si formano durante la vinificazione)[17];
- tipo di legno;
- stagionatura del legno;
- tostatura del legno;
- permanenza del vino in barrique[14].

La barrique arrotonda il vino e lo stabilizza. Con la microssigenazione i tannini si polimerizzano producendo una sensazione più gradevole e rotonda in bocca, dato che la polimerizzazione rende meno solubili i tannini nella saliva. Per altro la barrique aggiunge sentori terziari al vino, tra cui la vaniglia o vanillina insieme alla siringaldeide e alle aldeidi idrossi-cinnamiche, coniferaldeide e sinapatdeide; tra gli altri aromi vi sono: cocco, cenere di camino, tabacco, caramello, chiodi di garofano, paglia bruciata, provola affumicata e altri a seconda del tempo di permanenza durata e metodi in cui viene condotta la fermentazione alcolica, dell'origine geografica e del tipo di legno e anche della tostatura, tra cui aroma di tostatura in genere, caffè e cioccolato.
Data sia la differenza di opinioni possibili circa le necessità di azione sia la differenza tra varie attuazioni della stessa azione (una tostatura manuale può essere diversa da barrique a barrique, per cui, tra l'altro, il tempo di permanenza può essere lo stesso ma in condizioni diverse, lo stesso tipo di legno può provenire da alberi nati e cresciuti distanti fra loro e dunque diversi), si evince come questa parte della produzione vinicola sia da molti considerata un'arte più che una scienza.
L'alto prezzo delle barrique di buona qualità, il loro ristretto tempo di utilizzo (di norma 2-3 anni) e la laboriosa pratica di cantina connessa all'utilizzo delle stesse, fanno sì che si siano sviluppate tecniche alternative. Una di queste prevede l'uso di schegge (chips) di rovere tostate da immergere nel vino contenuto in un serbatoio di acciaio o cemento con contemporanea microssigenazione tramite un apparecchio detto microssigenatore che scioglie nel vino quantità minime di ossigeno (a seconda degli effetti voluti, da 1 a 10 mg/L/mese). Questa pratica, recentemente autorizzata anche nell'Unione europea, per motivi ancora non ben chiari (si suppone una differenza nella quantità di estrazione di tannini) non dà esattamente lo stesso effetto dell'invecchiamento in barrique. È comunque implicitamente proibita da tutti i disciplinari DOCG italiani che autorizzano solo le pratiche tradizionali tra quelle non esplicitamente proibite o autorizzate. Certamente l'uso delle schegge di rovere, pur se poco poetico, è sicuramente più sano rispetto a un uso scorretto della barrique (per esempio l'uso di barrique vecchie o mal lavate o l'eccessivo tempo intercorso tra uno svuotamento e un riempimento con conseguenti formazioni di muffe).
Il tonneau, per le sue dimensioni, rallenta i processi di evoluzione del vino (perché è minore la microssigenazione per unità di volume) e quindi è usato quando si vuole, per il vino contenuto, un risultato di questo tipo. Alcuni grandi vini bianchi, importanti e da invecchiamento, ad esempio, sono affinati in tonneau.
La barrique e il tonneau (in generale i contenitori lignei) non si utilizzano solo per l'invecchiamento del vino (uso classico e tradizionale): si possono impiegare anche per la precedente fase di fermentazione (vinificazione e maturazione), al posto di altri tipi di vasi vinari (ad esempio le vasche di acciaio inox).

## Vita di unabarrique

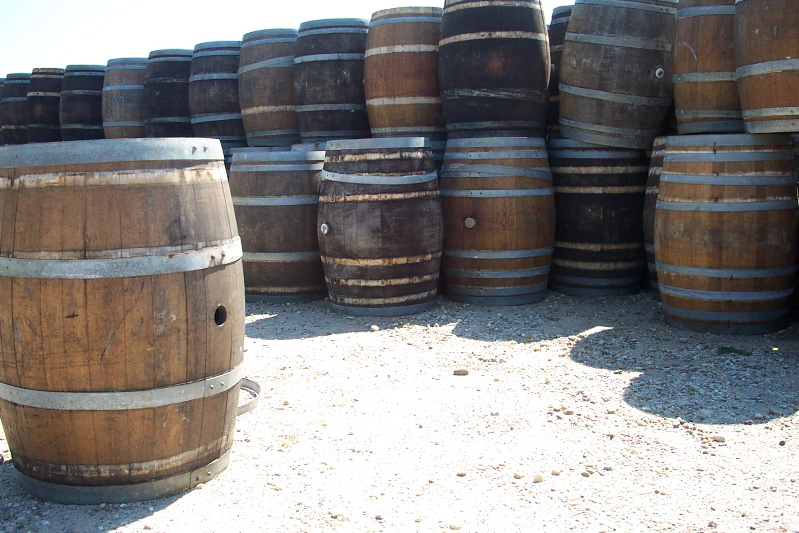
Barrique usate pronte per lo smaltimento

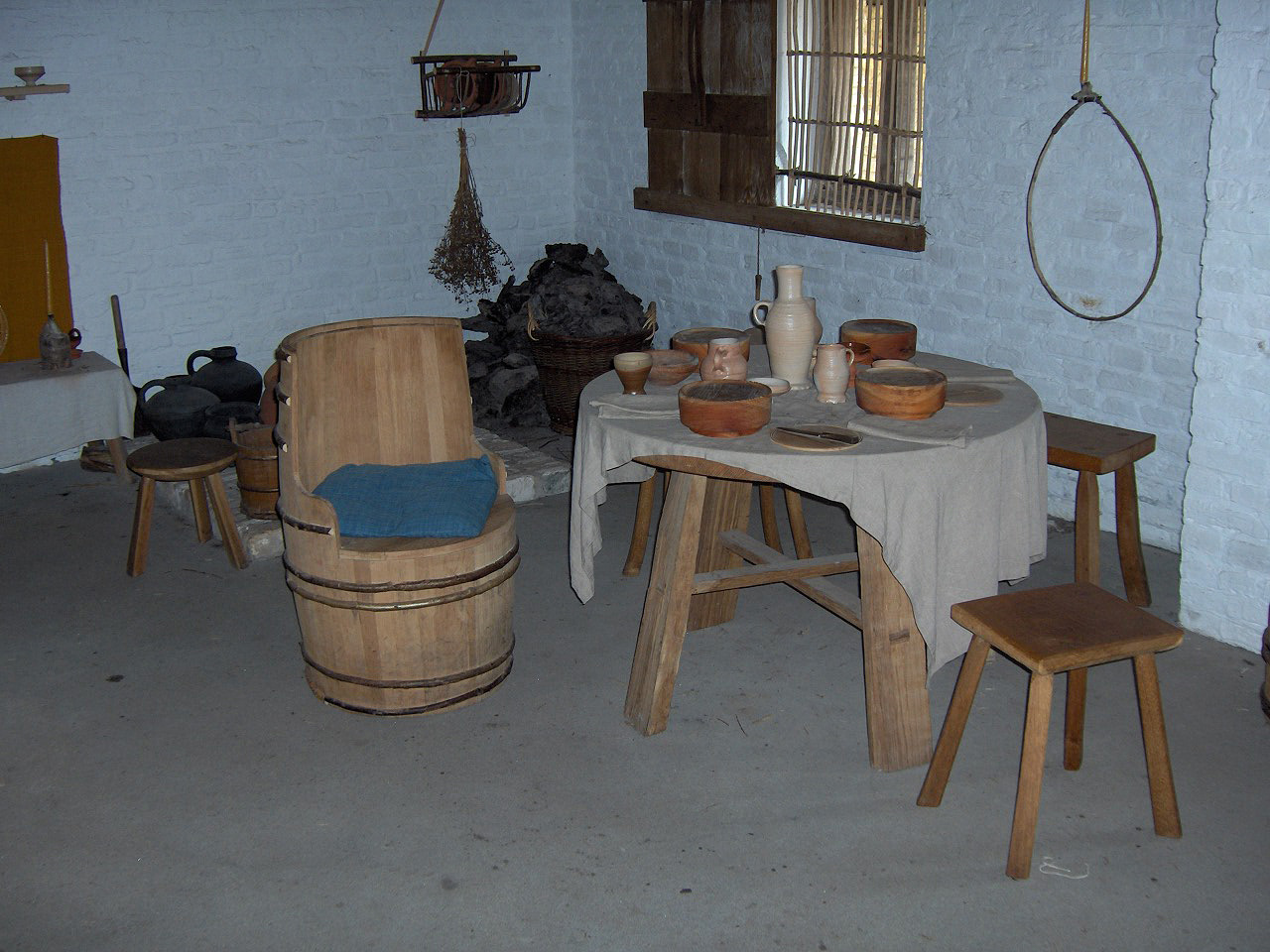
Smaltimento "alternativo" delle barrique

Le regole della buona normale vinificazione danno in due-tre anni la vita massima di una barrique utilizzata per il vino. Naturalmente vi possono essere innumerevoli eccezioni. Il legno con il tempo tende a impregnarsi di sedimenti di vino e questo, oltre a non garantire più una buona igiene con forti rischi di contaminazioni batteriche e fungine, limita fortemente la microssigenazione. Sempre nella buona pratica di cantina si suggerisce di "cambiare" il vino ogni tre mesi, cioè di svuotare la barrique, lavarla a fondo e quindi riempirla di nuovo con lo stesso vino o con un altro a seconda del tempo di permanenza previsto, in genere due-tre "passaggi" per il vino bianco e due per il vino rosso. Un'altra regola preziosa consiste nel non lasciare la barrique vuota per più di poche ore in modo da prevenire formazioni fungine. Tutto ciò rende i vini correttamente barricati molto più costosi dei loro omologhi prodotti esclusivamente in vasche di cemento o di acciaio.
Le difficoltà nello smaltimento delle barrique usate rende la cosa ancora più complicata. Fino a un certo punto, le barrique possono essere rigenerate (lievemente fresate all'interno, lavate, sanificate e ri-tostate).

## Influenza culturale
Il termine barricata deriva dall'uso delle barrique, riempite con terra o detriti, per creare barriere di strada durante la Rivoluzione francese.